# San Blas (souostroví)

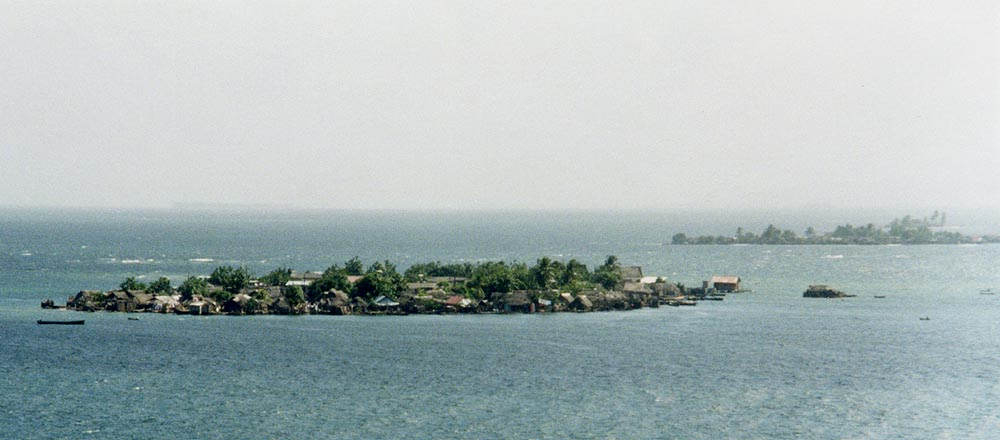
Jeden z obydlených ostrovů

San Blas je souostroví v Panamě, v němž se nachází přibližně 365 ostrovů, z nichž obydlených je 49. Leží u severního pobřeží Panamské šíje, východně od Panamského průplavu. Souostroví San Blas je domovem indiánů z etnika Guna (též Kuna). Je součástí comarky resp. indiánského regionu Guna Yala.

## Galerie

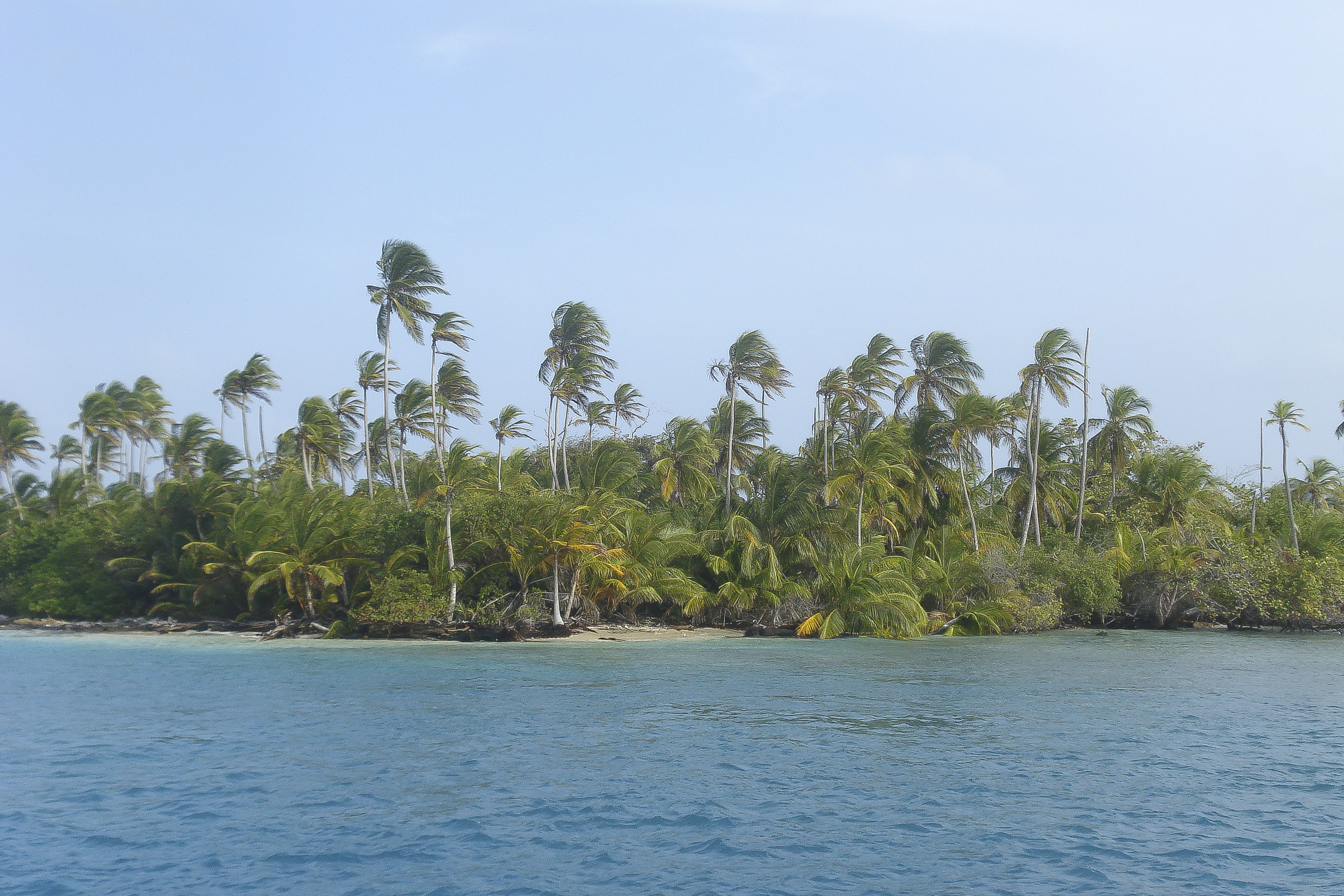
Pohled na jeden z ostrovů
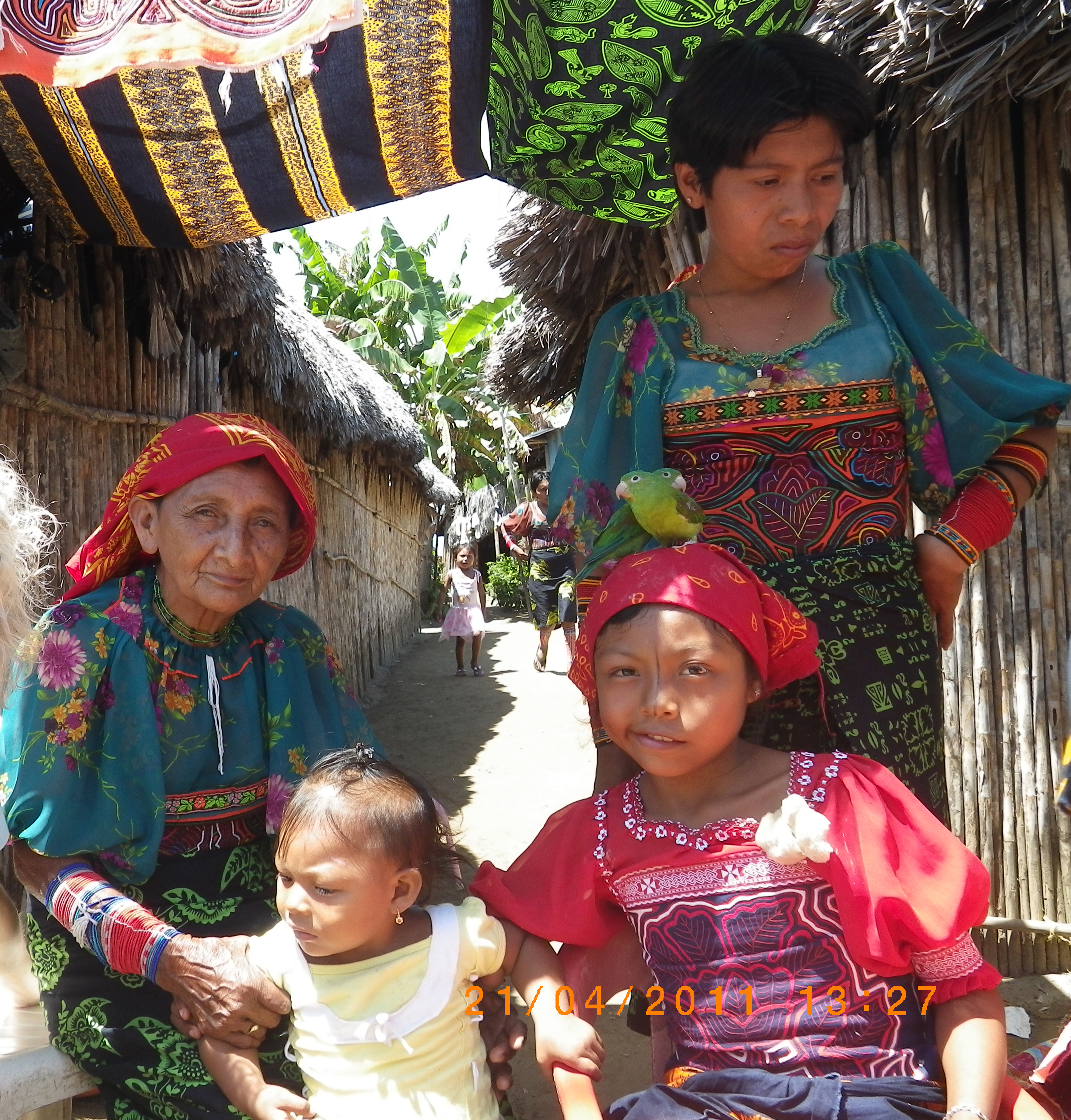
Tradiční oblečení domorodých obyvatel souostroví San Blas